# Lars Ivar Gran
Lars Ivar Gran es un deportista noruego que compitió en piragüismo en la modalidad de aguas tranquilas. Ganó una medalla de plata en el Campeonato Mundial de Piragüismo de 1983, en la prueba de K4 10 000 m.

## Palmarés internacional
| Campeonato Mundial | Campeonato Mundial  | Campeonato Mundial | Campeonato Mundial |
| Año                | Lugar               | Medalla            | Evento             |
| ------------------ | ------------------- | ------------------ | ------------------ |
| 1983               | Tampere (Finlandia) | Medalla de plata   | K4 10 000 m        |